# Micropeza lilloi
Micropeza lilloi är en tvåvingeart som först beskrevs av Aczel 1949.  Micropeza lilloi ingår i släktet Micropeza och familjen skridflugor. Inga underarter finns listade i Catalogue of Life.